# Egidio Cuadrado
Egidio Rafael Cuadrado Hinojosa (Villanueva, 26 de febrero de 1953-Bogotá, 21 de octubre de 2024) fue un músico colombiano, acordeonista de vallenato, Rey Vallenato Categoría Profesional, integrante desde 1985 de la agrupación Carlos Vives y La Provincia y actor de reparto de la serie colombiana de televisión Escalona.
Junto a Vives, Egidio ganó varios premios entre los que se incluyen varios Grammy.

## Trayectoria
Nacido el 26 de febrero de 1953 en el municipio de Villanueva, La Guajira. Hijo de Agustín Cuadrado y Cristina Hinojosa, de cuya unión nacieron Egidio, Heber, José y Dina Luz.
Dina Luz contrajo matrimonio con Rafael Escalona y se convertiría en musa de numerosas canciones vallenatas.
Egidio comenzó a ejecutar el acordeón desde muy joven, a la edad de 6 años. Participó en los concursos de acordeones del Festival Folclórico Patronal de su natal Villanueva en sus inicios, evento que antecedió al Festival Cuna de Acordeones en Villanueva.

### Festival de la Leyenda Vallenata
Rey Aficionado
En 1973 Egidio participó en el Festival de la Leyenda Vallenata en Valledupar, en la categoría "Rey Aficionado", la cual ganó como mejor acordeonero.
Rey Profesional
En 1983, Egidio volvió a participar en el Festival Vallenato, esta vez en la categoría profesional, pero ocupó el segundo lugar, tras ser vencido por el acordeonero Julio Rojas. Al año siguiente, en 1984, Egidio volvió a concursar, enfrentando en el certamen al acordeonero Orángel “El Pangue” Maestre, también villanuevero, quien resultó vencedor.
Egidio decidió participar por tercera vez en 1985, finalmente ganándose el concurso de Rey del Festival de la Leyenda Vallenata, categoría profesional del acordeón.
En el acordeón Egidio interpretó las canciones:
- Amparito: ritmo son de la autoría de Lorenzo Morales
- Puya puyá: ritmo puya de su propia autoría.
- El Mejoral: ritmo paseo de Rafael Escalona.
- La vieja Sara: merengue de Rafael Escalona.

El jurado estuvo conformado por los acordeoneros Alejandro Durán, Lorenzo Morales, Emiliano Zuleta Baquero, Adolfo Pacheco y el periodista Juan Gossain.

### Carlos Vives

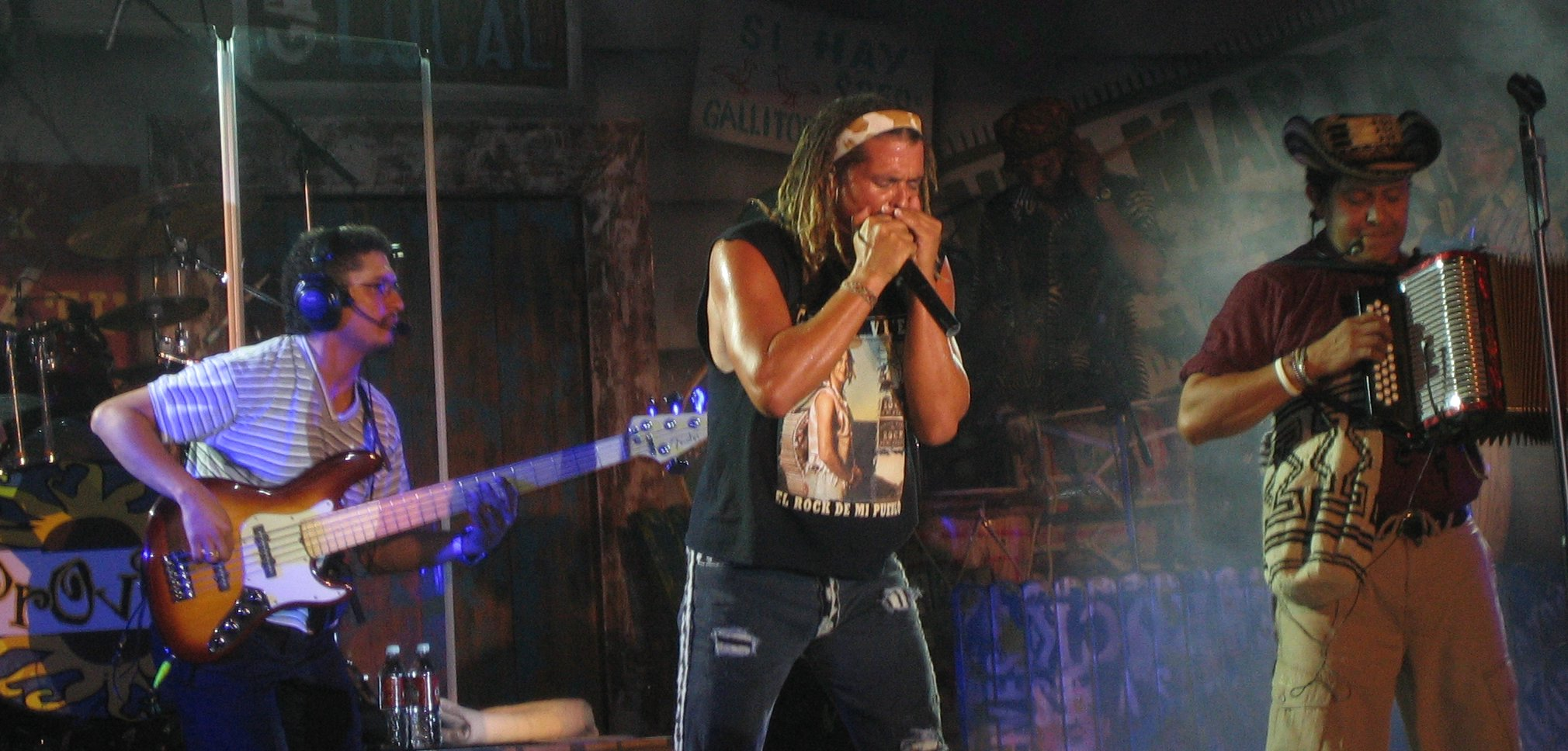
Concierto del cantante Carlos Vives junto al acordeonero Egidio Cuadrado.

Tras actuar juntos en la serie Escalona de Caracol Televisión bajo el director Sergio Cabrera en 1990, Egidio grabó junto a Carlos Vives dos producciones musicales vallenatas bajo el sello Columbia Records Sony Music; Escalona: un canto a la vida en 1991 y luego Escalona ''Volumen 2''. Tras el éxito alcanzado por la serie y la popularidad de Vives interpretando al compositor Rafael Escalona, Vives decidió crear un grupo de música vallenata con fusiones de rock y pop, dando vida a la agrupación La Provincia, con Egidio como acordeonero.
En 1993, Egidio grabó junto a Vives el álbum Clásicos de La Provincia bajo el sello Sonolux (Colombia) / Discos Philips/Polygram (Internacional). De esta producción se internacionaliza el tema La gota fría de Emiliano Zuleta Baquero, la cual es interpretada en el acordeón por Egidio.

## Fallecimiento
Fue hospitalizado 2 semanas por complicaciones de su salud. En la madrugada del 21 de octubre, la Clínica Universitaria Colombia compartió un comunicado de prensa en el que anuncia la muerte del acordeonero y compañero musical de Carlos Vives, Egidio Cuadrado, después de batallar varios dias.

## Discografía
Egidio Cuadrado y su conjunto vallenato (Discos Prisma)
- 1977: Las 2 caras del vallenato

Con Julito Morillo
- 1982: Julito Morillo & Egidio Cuadrado

Con Poncho Cotes Jr. & Ciro Meza
- 1982: Rafael Escalona, un homenaje del Banco Ganadero (Globo Publicidad Ltda)

Con Raúl Brito
- 1985: Tierra grata (Industria Electrosonora de Colombia Sonolux (Gaira Producciones)

Con Fredy Hernández Moreno
- 1987: Mis mejores momentos (LP - Industrias Fonográficas Victoria Ltda.)
- 1989: De ataque

Egidio Cuadrado y su conjunto vallenato
- 1989: Egidio Cuadrado con su conjunto vallenato (Industria Electrosonora de Colombia Sonolux (Gaira Producciones)

Con Carlos Vives
- 1991: Escalona: un canto a la vida
- 1992: Escalona ''Volumen 2''
- 1993: Clásicos de la provincia

Con Distrito Especial
- 1994: Distrito documento (Sonolux - Gaira Producciones)

Con Carlos Vives
- 1995: La Tierra Del Olvido
- 1997: Tengo Fe
- 1999: El Amor De Mi Tierra
- 2001: Déjame Entrar
- 2004: El Rock De Mi Pueblo
- 2009: Clásicos De La Provincia II
- 2013: Corazón Profundo
- 2014: Más Corazón Profundo
- 2015: Más Corazón Profundo Tour En Vivo
- 2016: Más amigos desde el estadio El Campín de Bogotá
- 2016: La bicicleta
- 2017: Vives

Con Checo Acosta
- 2016: Contigo.[11]

Recopilaciones
- 1994: 21 de Colección
- 1998: Mi vida (grandes éxitos) - tema: La gota fria, canta Julio Iglesias.[12]
- 2000: 15 Éxitos
- 2002: Canta los Clásicos del Vallenato
- 2005: Romántico

## Composiciones
Algunas composiciones musicales de su autoría son:
- Puya puyá
- Soy villanuevero
- Mariposa urumitera

## Filmografía
- Escalona: como él mismo.

## Honores
Egidio ha recibido los siguientes premios y reconocimientos:
- Premio Festival de Música del Caribe, Cartagena 1992.
- Premios “Tv y Novelas” 1993. Mejor Grupo Musical. Mejor Cantante Revelación por Clásicos de la Provincia.
- Disco Triple de Oro PolyGram. 1993 (EE. UU.).
- Disco de Platino PolyGram. 1993 (EE. UU.).
- Disco de Oro - Sonolux 1993.
- Disco Triple de Platino Sonolux 1993.
- Disco de Oro PolyGram Latin Estados Unidos y Puerto Rico - 1995.
- Premios Guayacán de Oro. Cali 1993, Premio por ´Rescate el folclor y música popular´.
- Feria  de Cali, Diario Caleño 1993, Disco de la Feria de Cali.
- Premio Fundación  Garzón y Collazos”. 1993. Del cual es miembro honorario.
- Premios “Difusión música folklórica” Canal TV 23. Miami.  (Estados Unidos). 1994.
- Premio Ondas 1994, España, “Artista Revelación Latino”.
- Premios “Ronda Venezuela”. 1994,  Premio Mejor artista Masculino Internacional.
- Premios Salsa Parkin. Madrid. 1994.
- Premios Superestrella de oro”. Barranquilla. 1995,  Premio al álbum más vendido.
- Premio de la Asociación Colombiana de Periodistas del Espectáculo (ACPE)1995. Mejor Álbum del Año “La tierra del Olvido”. Mejor Artista de proyección Internacional.
- Premios “Lo Nuestro” Canal  Univisión, Miami 1995.
- Premios “Billboard Latin Music Awards “ Miami, Junio 7, 1995 Premio al Mejor álbum “Clásicos de la Provincia”.
- La Tierra del Olvido. Disco Doble Platino Sonolux 1996, Disco Triple Platino Sonolux 1996.
- Asociación Productores de Chile. Santiago. 1996. “Mejor artista nacional consagrado”.
- Tengo fé Disco de Oro - EMI Venezuela. 1997 * Multiplatino Sonolux 1997.
- El Amor de mi tierra, Disco de Oro, Virgin EMI – EE. UU. 1999 Disco de Platino. Virgin EMI - EE. UU. 2000 Doble Disco de Platino Sonolux Colombia (marzo de 2000) Triple Disco de Platino Virgin EMI – España (septiembre de 2000).
- Revista Billboard USA. 1999/2000. Primer Puesto “Fruta Fresca”, durante diciembre de 1999,  enero y febrero de 2000. Llegó hasta el 2.º puesto en ventas por “El amor de mi tierra”.
- Grammy Awards, Edición 42. Los Ángeles (EE. UU.). Nominación como “Mejor Cantante de Música Latina Tradicional Tropical” por el disco “El Amor de mi Tierra”. 23 de febrero de 2000.
- Latin Grammy Awards Primera Edición. Los Ángeles (USA). Nominaciones como “Grabación del Año” por la canción “Fruta Fresca”. “Álbum del Año” por el álbum “El Amor de Mi Tierra”. “Canción del Año” por “Fruta Fresca”.  “Mejor Álbum Tropical Tradicional” por “El Amor de Mi Tierra”. “Mejor Canción Tropical” por “Fruta Fresca”. 13 de septiembre de 2000.
- Grammy Awards - Edición 44 en Los Ángeles (EE. UU.). Ganador de “Mejor Álbum Tropical Tradicional” por el disco “Déjame Entrar”. 27 de febrero de 2002.
- Latin Grammy Awards, Tercera Edición. Los Ángeles (EE. UU.). Ganador de “Mejor Álbum Tropical Contemporáneo” por el álbum “Déjame Entrar”. Ganador de “Mejor Canción Tropical” por “Déjame Entrar”. Nominaciones como “Grabación del Año” por “Déjame Entrar”, “Álbum del Año” por el álbum “Déjame Entrar”, “Canción del Año” por “Déjame Entrar”, “Mejor Video Musical” por “Déjame Entrar”. 18 de septiembre de 2002.
- Latin Grammy Awards, Sexta Edición. Los Ángeles (EE. UU.). Ganador de “Mejor Álbum Tropical Contemporáneo” por el álbum “El Rock de Mi Pueblo”. Nominado a “Mejor Canción Tropical” por “Como Tú”. 3 de noviembre de 2005.
- Latin Grammy Awards, Décima Edición. Las Vegas (EE. UU.). Ganador de “Mejor Álbum Infantil” por “Pombo Musical”. Nominado a “Mejor Canción Tropical” por la canción “Como Tú”. 5 de noviembre de 2009.
- 21 Discos de Platino por las ventas en Colombia del álbum Clásicos de la Provincia II, diciembre de 2010.
- Premios Shock, Bogotá, Colombia (recibidos en varias oportunidades).
- Premios Colombia-España 2011. Ganador como "Mejor Artista del Año".